# Condado de Calhoun (Georgia)
El condado de Calhoun (en inglés: Calhoun County) es un condado en el estado estadounidense de Georgia. En el censo de 2000 el condado tenía una población de 6320 habitantes. La sede de condado es Morgan. El condado fue fundado el 20 de febrero de 1854 y fue nombrado en honor a John C. Calhoun, el séptimo Vicepresidente de los Estados Unidos.

## Geografía

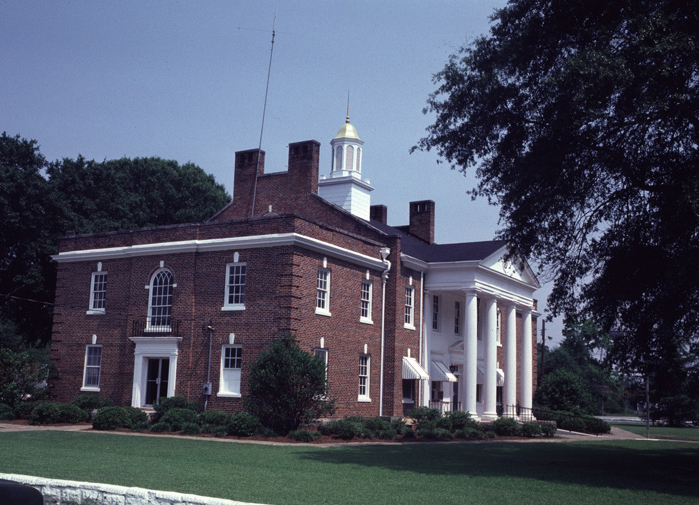
Juzgado del condado de Calhoun en Morgan.

Según la Oficina del Censo, el condado tiene un área total de 734 km² (284 sq mi), de la cual 726 km² (280 sq mi) es tierra y 9 km² (3 sq mi) (1,20%) es agua.

### Condados adyacentes
- Condado de Terrell (noreste)
- Condado de Dougherty (este)
- Condado de Baker (sureste)
- Condado de Early (suroeste)
- Condado de Clay (oeste)
- Condado de Randolph (noroeste)

## Autopistas importantes
- Ruta Estatal de Georgia 37
- Ruta Estatal de Georgia 41
- Ruta Estatal de Georgia 45
- Ruta Estatal de Georgia 55
- Ruta Estatal de Georgia 62

## Demografía
En el  censo de 2000, hubo 6320 personas, 1962 hogares y 1347 familias residiendo en el condado. La densidad poblacional era de 23 personas por milla cuadrada (9/km²). En el 2000 había 2305 unidades unifamiliares en una densidad de 8 por milla cuadrada (3/km²). La demografía del condado era de 38,26% blancos, 60,60% afroamericanos, 0,14% amerindios, 0,06% asiáticos, 0,44% de otras razas y 0,49% de dos o más razas. 2,99% de la población era de origen hispano o latino de cualquier raza. 
La renta promedio para un hogar del condado era de $24 588 y el ingreso promedio para una familia era de $31 019. En 2000 los hombres tenían un ingreso per cápita de $25. 552 versus $16 554 para las mujeres. La renta per cápita para el condado era de $11 839 y el 26,50% de la población estaba bajo el umbral de pobreza nacional.

## Ciudades y pueblos
- Arlington
- Edison
- Leary
- Morgan